# تنیتس، استان شویئتوکرزیسکیه
تنیتس، استان شویئتوکرزیسکیه (به لاتین: Tyniec, Świętokrzyskie Voivodeship) یک منطقهٔ مسکونی در لهستان است که در Gmina Oksa واقع شده‌است.